# Český chlapecký sbor
Český chlapecký sbor je chlapeckým sborem zpívajícím ve smíšené sestavě SATB, který má své sídlo v Hradci Králové.

## O sboru
Český chlapecký sbor navazuje na tradici chlapeckého sborového zpěvu na českém území, která začala ve 13. století v Praze v katedrále sv. Víta, pokračovala u brněnských Modráčků se slavným členem Leošem Janáčkem a v novodobé historii pak chlapeckým sborem založeným v Hradci Králové manželi Jiřím a Květou Skopalovými v roce 1982.
Český chlapecký sbor natočil dvě CD, která byla kritikou vysoce oceněna , absolvoval řadu koncertních turné po Severní Americe i zemích Evropy, vystupoval mj. jako zvláštní host na Výroční konferenci amerických sbormistrů NC ACDA v Madisonu. Pro domácí publikum sbor každoročně připravuje koncertní cyklus Královéhradecká zastavení Českého chlapeckého sboru.
Český chlapecký sbor z Hradce Králové je ceněn pro svoji stabilní a charakteristickou zvukovou kvalitu, která je dána především důrazem na jednotnou hlasovou výchovu. Mladí hudební velvyslanci České republiky rozdávají radost ze zpěvu a hudby publiku po celém světě.

## Sbormistři a klavíristé
Uměleckým vedoucím Českého chlapeckého sboru z Hradce Králové je Jakub Martinec, hostujícím sbormistrem od sezóny 2013/14 je Lukáš Jindřich. Přípravné oddělení Zpěváček vede sbormistryně Simona Hlavatá. Dvorním klavíristou sboru je Martin Fišl.

## Zřizovatel
Zřizovatelem sboru je obecně prospěšná společnost Pueri Auri, o.p.s., jejímž ředitelem je Ing. Vladimír Kalina.